# تعليم جنسي شامل
التعليم الجنسي الشامل (CSE) هو عبارة عن طريقة لتعليم التربية الجنسية تعتمد على المناهج الدراسية والتي تهدف إلى تزويد الطلاب بالمعرفة والطِباع والمهارات والقيم لإتخاذ خيارات مناسبة وصحية في حياتهم الجنسية. والهدف هو أن هذا الفهم سيمنع الطلاب من الإصابة بالأمراض المنقولة عن طريق الاتصال الجنسي في المستقبل، بما في ذلك فيروس نقص المناعة البشرية وفيروس الورم الحليمي البشري. صُمم التعليم الجنسي الشامل أيضًا بهدف تقليل حالات الحمل غير المخطط لها وغير المرغوب فيها، بالإضافة إلى خفض معدلات العنف المنزلي والجنسي، وبالتالي المساهمة في مجتمع صحي  جسديًا وعقليًا.
ويُعزز التعليم الجنسي الشامل في نهاية المطاف الامتناع الجنسي باعتباره الاختيار الجنسي الأكثر أمانًا للشباب. ومع ذلك، لا تزال مناهج التعليم الجنسي الشامل والمعلمين ملتزمون بتدريس الطُلاب حول مواضيع مرتبطة بالنشاط الجنسي في المستقبل، مثل سن الرُشد والعلاقة الجنسية الآمنة ووسائل منع الحمل مثل: تحديد النسل والإجهاض واستخدام الواقي الذكري. ويشمل ذلك أيضًا مناقشات تعزز السلوكيات الآمنة، مثل التواصل مع الشركاء والسعي لاختبار الأمراض المنقولة جنسياً. بالإضافة إلى ذلك، قد تشمل مناهج التعليم الجنسي الشامل مناقشات حول نتائج الحمل مثل الأبوة والأمومة والتبني والإجهاض. إن الفائدة الأكثر شيوعًا المُتفق عليها في استخدام التعليم الجنسي الشامل فضلاً عن تعليم الأمتناع عن ممارسة الجنس هي أن التعليم الجنسي الشامل يعترف بأن الطُلاب سوف يكونون ناشطين جنسياً في مستقبلهم. من خلال الاعتراف بهذا التعليم الجنسي الشامل يمكن أن يُشجع الطُلاب على التخطيط للمستقبل لاتخاذ القرارات الجنسية الأكثر صحة. هذه الإيديولوجية المتمثلة في تسليح الطُلاب للنجاة من تجاربهم الجنسية المستقبلية بنجاح تكمن وراء غالبية الموضوعات في التعليم الجنسي الشامل، بما في ذلك الواقي الذكري، وموانع الحمل، ومهارات الرفض.

## فوائد التعليم الجنسي الشامل
وقد وجَدت الدراسات أن التعليم الجنسي الشامل أكثر فعالية من عدم تلقي أي تعليم و/أو أولئك الذين يتلقون تعليماً عن الأمتناع عن ممارسة الجنس. الإقرار بأن الناس قد يمارسون الجنس قبل الزواج بدلاً من تجاهل الأمر (والذي تعليم الأمتناع عن ممارسة الجنس يتم أنتقاده في كثير من الأحيان بسبب ذلك) يسمح للمعلمين بإعطاء الطُلاب المعلومات اللازمة للتنقل بأمان في حياتهم الجنسية المستقبلية.
يجادل المدافعون عن التعليم الجنسي الشامل أن تشجيع الامتناع عن ممارسة الجنس دون وجود معلومات مصحوبة بالممارسات الجنسية الآمنة هو تجاهل للواقع، وفي النهاية يُعرض الطالب للخطر. على سبيل المثال تتم مراجعة البرامج الممولة في إطار برنامج منحة الامتناع عن ممارسة الجنس للتأكد من مطابقتها للمعايير الثمانية المذكورة بالاسفل في («متطلبات برنامج منحة الامتناع عن ممارسة الجنس»)، ولكن لا يتم فحصها للتأكد من دقتها الطبية. لذلك  يعتقد النُقاد أن الطُلاب يتم وضعهم في ظل هذه البرامج التعليمية في وضع سلبيِ لأنه يمنعهم من اتخاذ خيارات مُستنيرة بشأن صحتهم الجنسية، وفي إطار برامج «برنامج منح تعليم الامتناع عن ممارسة الجنس»، أشار مُختصِ التوعية الصحية إلى أولئك الذين يمارسون الجنس، وخاصة الإناث، بوصفهم «قذرون» و «سلعة مستعملة»، كما استخدموا عبارات مثل «البقاء مثل فرشاة أسنان جديدة، محفوظة وغير مستخدمة» و «علكة مضغ» لتعليم الامتناع عن ممارسة الجنس. في ظل نموذج التعليم الجنسي الشامل، ستكون اللغة أكثر حساسية.
هناك أدلة واضحة على أن التعليم الجنسي الشامل له تأثير إيجابي على الصحة الجنسية والإنجابية، ولا سيما في المساهمة في الحد من الأمراض المنقولة جنسيا وفيروس نقص المناعة البشرية والحمل غير المقصود. التعليم الجنسي لا يُعجل النشاط الجنسي ولكن له تأثير إيجابي على السلوكيات الجنسية الأكثر أمانًا ويمكن أن يُؤخر ظهورالأتصال الجنسي الأول. أظهرت مراجعة لبرامج التعليم الجنسي المدرسي لعام 2014 زيادة المعرفة بفيروس نقص المناعة البشرية، زيادة الكفاءة الذاتية المتعلقة باستخدام الواقي الذكري ورفض الجنس، زيادة استخدام وسائل منع الحمل والواقي الذكري، وتقليل عدد الشركاء الجنسيين والبدء لاحقًا في أول اتصال جنسي. أكدت مراجعة كوكرين لـ 41 تجربة عشوائية في أوروبا والولايات المتحدة ونيجيريا والمكسيك أن التعليم الجنسي الشامل يمنع حالات الحمل غير المقصودة للمراهقين. يُعد التعليم الجنسي الشامل مفيدًا جدًا فيما يتعلق بحمل المراهقات لأن الدراسات تشير إلى أن حمل المراهقات وإنجابهن لهما تأثير سلبي كبير على النجاح في المدرسة الثانوية والأنتهاء منها، وكذلك على فُرص العمل المستقبلية. أدت دراسة أجريت في كينيا، شملت أكثر من 6000 طالب حصلوا على تعليم جنسي  إلى تأخير بدء ممارسة الجنس، وزيادة استخدام الواقي الذكري بين أولئك الذين كانوا ناشطين جنسياً بمجرد وصول هؤلاء الطلاب إلى المدارس الثانوية مقارنة بأكثر من 6000 طالب لم يتلقوا تعليمًا جنسيًا. التعليم الجنسي الشامل يقلل أيضًا من حدوث الممارسة الجنسية وعدد الشركاء مما يقلل بدوره من معدلات العدوى المنقولة جنسياً.
أقر برنامج الأمم المتحدة المعني بفيروس نقص المناعة البشرية (الإيدز) والاتحاد الإفريقي بتأثير التعليم الجنسي الشامل على زيادة استخدام الواقي الذكري واختبار فيروس نقص المناعة البشرية التطوعي والحد من الحمل بين الفتيات المراهقات وأدرج التعليم الجنسي الشامل المناسب للفئة العمرية كواحد من التوصيات الرئيسية لتعجيل الاستجابة لفيروس نقص المناعة البشرية وإنهاء وباء الإيدز بين الشابات والفتيات في أفريقيا.
مع تطور مجال التربية الجنسية، هناك تركيز مُتزايد على معالجة النوع الاجتماعي وعلاقات القوة وحقوق الإنسان من أجل تحسين التأثير على نتائج الصحة الجنسية والإنجابية. دمج محتوى النوع الاجتماعي والحقوق يجعل التعليم الجنسي أكثر فاعلية. وجدت مراجعة 22 برنامجًا للتربية الجنسية القائم على المناهج، أن 80 في المائة من البرامج التي تتناول العلاقات بين الجنسين أوعلاقات القوة ترتبط بانخفاض كبير في الحمل أو الإنجاب أو الأمراض المنقولة بالاتصال الجنسي. كانت هذه البرامج فعالة خمسة أضعاف تلك البرامج التي لم تتناول الجنس أو القوة. يُمَكِن التعليم الجنسي الشامل الشباب من التفكير في بيئتهم وسلوكياتهم بشكل نقدي، ويعزز المساواة بين الجنسين والمعايير الاجتماعية المنصفة، وهي عوامل مساهمة مهمة في تحسين النتائج الصحية، بما في ذلك معدلات الإصابة بفيروس نقص المناعة البشرية. يزداد تأثير التعليم الجنسي الشامل أيضًا عند تقديمه مع الجهود المبذولة لتوسيع نطاق الوصول إلى مجموعة كاملة من الخدمات والسلع عالية الجودة والصديقة للشباب، خاصة فيما يتعلق باختيار وسائل منع الحمل.
كما وجُد مُراجعات عالمية للأدلة في قطاع التعليم أن تدريس التربية الجنسية يبني الثقة، مهارة ضرورية لتأخير السن الذي ينخرط فيه الشباب أولاً في العلاقة الجنسية، واستخدام وسائل منع الحمل، بما في ذلك الواقي الذكري. التعليم الجنسي الشامل له تأثير واضح على تحسين المعرفة واحترام الذات وتغيير المواقف والجنس والمعايير الاجتماعية وبناء الكفاءة الذاتية.

## نقد التعليم الجنسي الشامل

### الشمولية
في حين أن تطبيق التعليم الجنسي الشامل في ارتفاع في الولايات المتحدة، يظل من الصعب على مسؤولي الدولة التحقق في ما يتم وما لا يتم تدريسه في الفصل. ويرجع ذلك في جزء كبير منه إلى عدم تحديد التعليم الجنسي الشامل؛ التعليم الجنسي الشامل لديه القدرة على أن يضم مجموعة واسعة من المعلومات الجنسية، ويختلف التركيز الشامل على نطاق واسع بين المناهج الدراسية. اتهم التربويين أيضًا التعليم الجنسي الشامل بأنه يعمل بشكل أساسي كشكل من أشكال «الامتناع عن ممارسة الجنس»، وذلك بسبب حقيقة أن التعليم الجنسي الشامل غالباً ما ينطوي على الحد الأدنى من المعلومات المتعلقة بالجسم والدعاية المفرطة للامتناع عن ممارسة الجنس. يقول شارون لامب الأستاذ بجامعة ماساتشوستس في بوسطن «ما يُسمى بالتعليم الجنسي الشامل»، أصبح أقل شمولاً حيث يتم مراجعة المناهج الدراسية لتُلبي المُتطلبات الفيدرالية والحكومية والمحلية الحالية.

#### إدماج مجتمع المِثليين
يواجه سكان المثليين والميول الجنسية المثلية والثنائية والمتحولين جنسياً الفوارق الصحية المرتبطة بوصمة العار والتمييز والدلالات السلبية وكذلك الأفكار النمطية. يخضع السكان لحواجز نظامية أمام خدمات الرعاية الصحية الكافية التي تؤثر في نهاية المطاف على رفاهيتهم وصحتهم سلبًا. الرعاية التي يتم توفيرها لهم غالبًا ما تكون من أطباء غير مدربين جيدًا على معالجة مخاوف هؤلاء السكان. هذا النقص في التدريب من قِبل المسؤلين يعيق الحصول على الخبرة ويؤثر في النهاية على جودة الرعاية وتقديم الرعاية الصحية بشكل كافِ. بسبب التمييز وانعدام الحساسية الثقافية التي تديم التعصب، يعاني هؤلاء السكان من سلوكيات محدودة في البحث عن الصحة. وبالتالي، جعل الخدمات الوقائية بعيدة المنال. علاوة على ذلك، زيادة وإطالة الأمراض والوعكات الصحية. تظهر الأبحاث ارتفاع خطر الإصابة بفيروس نقص المناعة البشرية والأمراض المنقولة جنسياً الأخرى؛ يتم زيادة العدد عند تقييم السكان من الرجال المثليين المصنفين من غير البشرة البيضاء. تقل احتمالية حصول الإناث المثليات والثنائيات على رعاية روتينية مثل: فحص سرطان الثدي وعنق الرحم. الرجال المثليون معرضون بشكل متزايد لخطر الإصابة بسرطانات البروستاتا، والخصية، والشرج، والقولون، في حين أن النساء المثليات والثنائيات يتعرضن لخطر متزايد من سرطانات المبيض والثدي وبطانة الرحم. كنتيجة لوصمة العا، والتمييز، والإيذاء، والاعتداء الجنسي، من المرجح أن يشارك الشباب المثلي في السلوكيات الجنسية عالية الخطورة في سن مبكر.
على الرغم من وجود التعليم الجنسي الشامل في المدارس، إلا أن العديد من البرامج لا تُلبي احتياجات مجتمع الميول الجنسية المثلية والثنائية والمتحولين جنسياً. يواجه هؤلاء السكان تبايُنات صحية مختلفة مدفوعة في نهاية المطاف بالتمييز ونقص الأقران ونقص الدعم الأبوي والخدمات المجتمعية والتعليم الجنسي المدرسي. يسعى تطبيق التعليم الجنسي الشامل لمجتمع المثليين الذي يُستخدم كتدخُل إلى مكافحة هذه الفوارق الصحية، من خلال إعلام السكان بأهمية تطوير الصحة الجنسية. لا تشمل الصحة الجنسية منع المرض فحسب، بل تشمل أيضًا اتباع نهج محترم للعلاقات الجنسية، والنشاط الجنسي، وقبول الهوية الجنسية للفرد والميول الجنسية.
مصطلح «شامل» غالبًا ما يكون مضللًا لأن بعض البرامج الشاملة لا تُظهر الصورة الشمولية للجنس البشري. لطالما انتقد دعاة الميول الجنسية المثلية والثنائية والمتحولين جنسياً الطُرق التي يعمل بها التعليم الجنسي الشامل عمومًا حيث يعمل على تشجيع الزواج باعتباره الهدف النهائي للطُلاب. يرغب دعاة الميول الجنسية المثلية والثنائية والمتحولين جنسياً في التعبير عن أشكال أخرى من العلاقات بخلاف الزواج. يجب أن يحصل الطُلاب على تعليم جنسي يشمل أشكالًا مختلفة ويجب السماح له بممارسة تلك النماذج التي يكونون أكثر ارتياحًا لها. حتى عندما تدعي المناهج الدراسية أنها تشمل تجارب المثليين، فإنها غالبًا ما تروج لأنماط الحياة المتغايرة باعتبارها «طبيعية». إدراج هويات الميول الجنسية المثلية والثنائية والمتحولين جنسياً والمواضيع الصحية أمر ضروري للطُلاب المثليين لكي يشعروا بالأمان ويُنظر إليهم في فصول تعليمهم الجنسي. عندما يفشل التعليم الجنسي في تضمين هويات الميول الجنسية المثلية والثنائية والمتحولين جنسياً وتجاربهم، يمكن أن يكون الشباب عُرضة للسلوكيات الجنسية المحفوفة بالمخاطر ويشجعون نتائج الصحة الجنسية السلبية. نظرًا لنقص التعليم الجنسي في الميول الجنسية المثلية والثنائية والمتحولين جنسياً في المدارس، سينظر الشباب المثليين إلى أقرانهم وعبر الإنترنت مما قد يؤدي إلى الحصول على معلومات خاطئة. عندما لا يتمكن هؤلاء الطلاب من الزواج أوالاهتمام بهم، فإنهم يُمحوون عملياً من سرد التعليم الجنسي الشامل
في كندا، أظهر تقرير فيدرالي أن مجتمع الميول الجنسية المثلية والثنائية والمتحولين جنسياً يتمتعون بفرص أقل للوصول إلى الخدمات الصحية ويواجهون تحديات صحية أكثر شمولاً مقارنة بعامة الشعب. نتيجة لنقص الدعم لسكان الميول الجنسية المثلية والثنائية والمتحولين جنسياً، ظهر مشروع عُمال التعليم الصحي الشامل في أكتوبر 2014. هدفهم هو تثقيف مجتمع الميول الجنسية المثلية والثنائية والمتحولين جنسياً حول مواضيع مثل الهوية الجنسية والنشاط الجنسي، والأمراض المنقولة جنسياً، والعلاقات الاجتماعية الصحية، والاكتئاب. يفعلون ذلك من خلال ورش عمل ومشاريع قائمة على الفنون واجتماعات فردية. يتم تعيين مشروع عُمال التعليم الصحي الشامل حصريًا لمجتمع المثليين من أجل إنشاء بيئة آمنة يمكن للشباب المثليين فيها الحصول على موارد للتثقيف الجنسي.
قامت دراسة مقطعية أجُريت في مدينة نيويورك بتحليل السلوكيات الجنسية لفتيات المدارس الثانوية. وجدت الدراسات أن فتيات المدارس الثانوية اللواتي عُرفن أنهن مثليات كُن أكثر عرضة للإبلاغ عن تعاطي المخدرات مثل: الكحول، الماريجوانا، الكوكايين، الهيروين، الميث، الإكستاسي والعقاقير الطبية. وكان لديهم أيضًا ارتفاع في معدلات التفكير و/أو محاولة الانتحار. وجدت دراسة أخرى أن" الشباب المثليين يصل إلى المعلومات الصحية على الإنترنت خمس مرات أكثر من السكان من مختلف الجنس، وأن هذه المعدلات أعلى من ذلك بالنسبة للشباب المثليين الذين يعرفون شخصًا ليس ابيض البشرة، ينبع من حقيقة أنهم يفتقرون إلى الموارد الصحية. وتشمل الحقوق والاحترام والمسؤولية منهجا شاملا للمثليين للصفوف من فئة الروضة حتى الصف الثاني عشر. من خلال وجود منهج دراسي، مثل الحق والاحترام والمسؤولية، فان الطلاب سيكون لديهم معلومات دقيقة لجميع الهويات وكذلك إنشاء فصل أمن للطلاب المثليين.
اعتبارًا من (مايو) 2018، طلبت 12 ولاية فقط مناقشة الميول الجنسية، ومن بينها 9 ولايات فقط طلبت أن تكون المناقشة حول الميول الجنسية شاملة (كاليفورنيا، كولورادو، ديلاوير، أيوا، نيو جيرسي، نيو مكسيكو، أوريجون، رود آيلاند، وواشنطن). بالإضافة إلى ذلك، أصدرت عدة ولايات تشريعات تمنع المُعلمين من مناقشة قضايا المثليين والمتحولين جنسياً، مثل الصحة الجنسية والتوعية بفيروس نقص المناعة البشرية (الإيدز)، في ضوء إيجابي. علاوة على ذلك، تتطلب ثلاث ولايات من المعلمين فقط تصوير المثليين في ضوء سلبي (ألاباما، ساوث كارولينا، وتكساس).

### السياق المدرسي
قبل أواخر القرن التاسع عشر، كان تقديم تعليم الجنس في الولايات المتحدة وكندا يُعتبر في المقام الأول مسؤولية الوالدين. واليوم بدأت البرامج التابعة لمجلس المعلومات والتعليم الجنسي بالولايات المتحدة بالتعليم الجنسي الشامل في مرحلة ما قبل الروضة، حيث أثار انتقادات تتعلق بالعمر الذي يكون فيه من المُناسب معالجة الأمور الجنسية مع الأطفال.

## التمويل الفيدرالي للتربية الجنسية
على الرغم من عدم وجود ولاية فيدرالية تتطلب من الولايات تعليم التربية الجنسية، إلا أن التمويل الفيدرالي مُتاح للمساعدة في برامج التربية الجنسية.

### برنامج منحة الامتناع عن التعليم الجنسي
من الناحية التاريخية كان تمويل تعليم الامتناع عن ممارسة الجنس يُفضل دائما على التعليم الجنسي الشامل. في عام 1996 خلال فترة رئاسة بيل كلينتون، صدر تشريع لتعزيز الامتناع عن ممارسة الجنس في البرامج التعليمية. بموجب الباب الخامس  المادة 510 من قانون الضمان الاجتماعي. تم دائمًا تجديد برنامج منحة الامتناع عن التعليم قبل تاريخ انتهاء صلاحيته، وفي كل مرة تزداد الأموال تدريجيا من خمسين مليون دولار سنويًا إلى خمسة وسبعين دولارًا حيث يُصرف 6.75 مليون دولار لكل منحة حكومية في عام 2015. تعتمد طريقة صرف الأموال على نسبة الأطفال ذوي الدخل المنخفض في كل ولاية. حتى الآن مُنحت ستة وثلاثون ولاية أموال برنامج منحة تعليم الامتناع عن ممارسة الجنس.

#### متطلبات برنامج منحة الامتناع عن التعليم الجنسي
جزء من القسم 510 (ب) من الباب الخامس من قانون الضمان الاجتماعي، يحتوي على «إرشادات أ-ه»، وهي المعايير الثمانية التي يجب أن تلتزم بها البرامج حتى تكون مؤهلة لتلقي التمويل الفيدرالي. وهم على النحو التالي:
أ. غرضه الحصري هو تعليم المكاسب الاجتماعية والنفسية والصحية التي يتعين تحقيقها عن طريق الامتناع عن ممارسة النشاط الجنسي.
ب. يُعلم الامتناع عن ممارسة النشاط الجنسي خارج إطار الزواج باعتباره المعيار المتوقع لجميع الأطفال في سن المدرسة.
ج. يُعلم أن الامتناع عن ممارسة النشاط الجنسي هو الطريقة الوحيدة لتفادي الحمل خارج نطاق الزوجية والأمراض المنقولة جنسياً وغيرها من المشاكل الصحية المرتبطة بها؛
د. يُعلم أن وجود علاقة أحادية الزواج في إطار الزواج هو المعيار المتوقع للنشاط الجنسي؛
ه. يُعلم أن النشاط الجنسي خارج سياق الزواج من المرجح أن يكون له آثار نفسية وجسدية ضارة؛
و. يُعلم أن أنجاب الأطفال خارج نطاق الزوجية من المحتمل أن يكون له عواقب وخيمة على الطفل ووالديه والمجتمع؛
ز. يُعلم الشباب كيفية رفض التقدم للممارسة الجنسية وكيف يزيد تعاطي الكحول والمخدرات من التعرض للتقدم للمارسة الجنسية؛
ح. يُعلم أهمية تحقيق الاكتفاء الذاتي قبل الانخراط في النشاط الجنسي؛                    
بالإضافة إلى الالتزام بهذه الشروط الثمانية، لا يمكن للبرامج المتوافقة مع برنامج منحة الامتناع عن التعليم الجنسي مناقشة وسائل منع الحمل أو الأمراض المنقولة بالاتصال الجنسي أو وسائل الحماية ضد الأمراض المنقولة بالاتصال الجنسي، إلا عند وصف معدلات الفشل.

### برنامج الوقاية من الحمل في سن المراهقة
وفي الآونة الأخيرة، ناضلت التشريعات للحصول على تمويل يتجاوز تعليم الامتناع عن ممارسة الجنس. في عام 2010، قدم الرئيس أوباما برنامج الوقاية من الحمل في سن المراهقة، والذي يوفر 114.5 مليون دولار سنويًا لبرامج التثقيف الجنسي التي تُعد «دقيقة طبياً ومناسبة للعمر». يندرج برنامج الوقاية من الحمل في سن المراهقة ضمن قسم فرعي من وزارة الصحة والخدمات الإنسانية بالولايات المتحدة والذي يشرف عليه مكتب صحة المراهقين. يتم توزيع نمويل برنامج الوقاية من الحمل في سن المراهقة إذا «قاموا بمحاكاة برامج محددة قائمة على الأدلة التي تم نشرها في إطار برنامج منع الحمل للمراهقات».

### قانون الصحة الجنسية الشامل في كاليفورنيا وفيروس نقص المناعة البشرية (الإيدز)
في يناير 2016، قام قانون الشباب الصحي في كاليفورنيا بتعديل قانون الصحة الجنسية الشامل في كاليفورنيا والوقاية من فيروس نقص المناعة البشرية / الإيدز ليشمل مجموعات الأقليات وتوسيع نطاق التثقيف الصحي. قبل أن تأذن للمدارس بتوفير تعليم جنسي شامل وتطلب إتاحة جميع المواد للطلاب ذوي الاحتياجات المختلفة. كما ركزت فقط على العلاقات الزوجية. وينص القانون الآن على أن توفر المدارس التعليم الجنسي الشامل وتنص على أنه «لا يمكن أن تكون المواد منحازة ويجب أن تكون مناسبة للطلاب من جميع الأنواع الأجتماعية والأجناس والميول الجنسية والخلفيات الإثنية والثقافية وكذلك ذوي الإعاقات ومتعلمي اللغة الإنجليزية». بالإضافة إلى ذلك، يجب أن يشمل التعليم الآن «تعاليم حول تكوين علاقات ملتزمة صحية ومحترمة»، بغض النظر عن الحالة الزوجية. علاوة على ذلك، يُطلب الآن إجراء مناقشات حول جميع وسائل منع الحمل المُعتمدة من إدارة الغذاء والدواء في منع الحمل، بما في ذلك الصباح بعد تناول حبوب منع الحمل.
في الختام ينبغي على جميع برامج التربية الجنسية الصادرة في الدولة أن
تسوي النشاط الجنسي كجزء من التنمية البشرية؛
ضمان حصول الناس على الصحة الجنسية المتكاملة والشاملة والدقيقة وغير المتحيزة والوقاية من فيروس نقص المناعة البشرية وتعليمهم؛
تزويد التلاميذ بالمعرفة والمهارات اللازمة لإقامة علاقات صحية وإيجابية وآمنة.

## التعليم الجنسي الشامل كحق من حقوق الإنسان
يذكر بعض النقاد أن وصول الشباب إلى التعليم الجنسي الشامل يستند إلى حقوق الإنسان المُعترف بها دولياً، والتي تتطلب من الحكومات ضمان الحماية الشاملة للصحة والرفاهية والكرامة، وفقًا للإعلان العالمي لحقوق الإنسان، وعلى وجه التحديد لضمان توفير تعليم جنسي غير متحيز ودقيق علمياً.
تحظى هذه الحقوق بالحماية بموجب معاهدات مُصدق عليها دولياً، ويظل عدم الحصول على التعليم في مجال الصحة الجنسية والإنجابية عائقاً أمام الامتثال للالتزامات بضمان الحقوق في الحياة والصحة وعدم التمييز والمعلومات، وهي وجهة نظر أيدتها بيانات لجنة حقوق الطفل، واتفاقية القضاء على جميع أشكال التمييز ضد المرأة، ولجنة الحقوق الاقتصادية والاجتماعية والثقافية.
أكد المجتمع الدولي من جديد التزام الدول الفردية بإعمال هذه الحقوق، ولا سيما لجنة السكان والتنمية، التي دعت الحكومات - في قراريها 2009/12 و 2012/13 - إلى تزويد الشباب بالتعليم الشامل على الجنس البشري، والصحة الجنسية والإنجابية والمساواة بين الجنسين.
يظهر تحليل آخر أن التعليم الجنسي الشامل ليس حقًا دوليًا ولا حقًا من حقوق الإنسان لأنه لا ينص بوضوح في أي معاهدة أو عُرف. بموجب القانون الدولي، يتعين على الدول توفير الوصول إلى المعلومات والتثقيف بشأن الصحة الإنجابية، ولكن هذا لا يتطلب منهجًا للتربية الجنسية. قد يستغرق أشكالًا مختلفة مثل تكليف المناطق التعليمية المحلية بإنشاء نظام لتوفير المعلومات للطلاب، أو تكليف العيادات الصحية والممارسين بنشر المعلومات للمرضى.

## التعليم الجنسي الشامل في المناهج

### طرق تدريس التعليم الجنسي الشامل
مع اكتساب التعليم الجنسي الشامل زخمًا واهتمامًا على المستويات الدولية والإقليمية والوطنية، تعمل الحكومات بشكل مُتزايد على اتخاذ تدابير لتوسيع نطاق تقديمها لشكل من أشكال التربية الجنسية القائمة على المهارات الحياتية، فضلاً عن السعي للحصول على إرشادات بشأن أفضل الممارسات، لا سيما فيما يتعلق بتحديد المستوى في المناهج الدراسية. قد يتم تقديم التعليم الجنسي كموضوع مُستقل أو متكامل عبر المواد ذات الصلة ضمن المناهج الدراسية. هذه الخيارات لها آثار مباشرة على التنفيذ، بما في ذلك تدريب المعلمين، وسهولة تقييم المناهج ومراجعتها، واحتمال تسليم المناهج الدراسية، والطرق التي يتم تقديمها من خلالها.
داخل البلدان، ترتبط الخيارات المُتعلقة بتنفيذ التربية الجنسية المُتكاملة أو المُستقلة بالسياسات الوطنية والتنظيم الشامل للمناهج. لا تزال قاعدة الأدلة على فعالية برمجة التعليم الجنسي المستقل والمتكامل محدودة. ومع ذلك، هناك اختلافات واضحة لدى واضعي السياسات يجب مراعاتها عند تقرير موقف التعليم الجنسي الشامل ضمن المناهج الدراسية.
كموضوع قائم بذاته، يتم تمييز التعليم الجنسي عن باقي المنهج، سواءً كان ذلك بمفرده أو ضمن منهج أوسع قائم على مهارات الصحة والحياة. وهذا يجعلها أكثر عرضة للتضحية المحتملة بسبب قيود الوقت والميزانية، نظرًا لأن المناهج الدراسية مكتظة عادةً.
ومع ذلك، فإن المنهج المُستقل يُقدم أيضًا فرصًا لمسارات تدريب المعلمين المتخصصة، واستخدام منهجيات التدريس غير الرسمية التي تهدف إلى بناء مهارات التفكير النقدي للمتعلمين. إن النُهج التربوية التي يتم الترويج لها من خلال التربية الجنسية - مثل المناهج التي تركز على المُتعلم، وتنمية المهارات والقيم، والتعلم الجماعي ومشاركة الأقران - يتم الاعتراف بها بشكل متزايد باعتبارها مناهج تحويلية تؤثر على التعلم والتعليم على نطاق أوسع. كموضوع مستقل، من السهل أيضًا رصده، وهو أمر بالغ الأهمية من حيث تقييم فعالية البرمجة، ومراجعة المناهج  التي تقدم نتائج التعلم المطلوبة.
عندما يتم دمج التربية الجنسية أو غرسها، يتم تعميمها في عدد من المجالات، مثل علم الأحياء أو الدراسات الاجتماعية أو الاقتصاد المنزلي أو الدراسات الدينية. في حين أن هذا النموذج قد يقلل الضغط على المناهج الدراسية المكتظة، إلا أنه يصعب مراقبتها أو تقييمها وقد يقتصر مناهج التدريس على الأساليب التقليدي.

### مصطلحات التعليم الجنسي الشامل
بصرف النظر عن أساليب التدريس المختلفة، يختلف المصطلح أيضًا. الإجهاض، الشذوذ الجنسي، الامتناع عن ممارسة الجنس له دلالات وتعريفات تختلف من حالة إلى أخرى. على سبيل المثال، قد تشير كلمة «الامتناع عن ممارسة الجنس» إلى الانفصال عن جميع أشكال الأنشطة الجنسية حتى الزواج أو قد تشير فقط إلى الانفصال عن الجِماع. علاوة على ذلك، فإن درجة النشاط الجنسي الذي يشير إليه «الامتناع عن ممارسة الجنس» غير واضحة في كثير من الأحيان، لأن السلوك الجنسي غير الجماع قد يتم أو لا يتم تضمينه في تعريفه. نتيجة لذلك، يتم ترك الطلاب في حيرة بشأن الأنشطة الخطرة والمعلمين لا يعرفون ما يمكنهم وما لا يمكنهم تدريسه.
مصطلح «شامل» يقع أيضًا على الطيف، وبالتالي يمكن اعتباره مصطلحًا شاملاً. التعليم الجنسي الشامل يعني شيئًا جذريًا بالنسبة لبعض المؤسسات، بينما يمكن أن يعني شيئًا معتدلًا بل محافظًا للآخرين.
وفقا لمجلس المعلومات والتربية الجنسية في الولايات المتحدة، فإن المبادئ التوجيهية للتربية الجنسية الشاملة هي كما يلي:
مناسبة لسن الطلاب ومستواهم التنموي وخلفيتهم الثقافية؛
يحترم تنوع القيم والمعتقدات الممثلة في المجتمع؛
يُكمل ويزيد من التعليم الجنسي الذي يتلقاه الأطفال من أُسرهم، والمجموعات الدينية والمجتمعية، ومهنيي الرعاية الصحية؛
يُعلم ليس فقط عن الامتناع عن ممارسة الجنس، ولكن أيضا عن وسائل منع الحمل، بما في ذلك وسائل منع الحمل في حالات الطوارئ واختيار الإنجاب؛
يُعلم حول قضايا المثليين والسحاقيات وثنائيي الجنس والمتحولين جنسياً ومسائل الأسئلة؛
يُعلم علم التشريح والتطور والبلوغ والعلاقات؛
يُعلم جميع القضايا الأخرى التي يتوقع المرء تغطيتها في فصل التربية الجنسية التقليدية؛ و
يجب أن تكون علمية ودقيقة طبياً

### إعفاء التعليم الجنسي
مثلما تختلف طرق التدريس والمناهج باختلاف الولاية، يختلف الإعفاء من التعليم الجنسي باختلاف الولاية. قد يكون لدى الدول خيار إلغاء الاشتراك أو الاشتراك في تقديمه. في بعض الولايات، يمكن للطلاب اختيار عدم تلقي التعليم الجنسي دون تحديد سبب معين. في ولايات أخرى، يمكن للطلاب الانسحاب فقط لأسباب دينية أو أخلاقية. في شرط التقيد، يجب على الوالدين الموافقة بنشاط على السماح لأطفالهم بتلقي التعليم الجنسي قبل بدء التعليم الجنسي.

## المحتوى الجنسي في وسائل الإعلام
منذ عام 1997، تضاعف حجم المحتوى الجنسي على التلفزيون تقريبًا في الولايات المتحدة. بالإضافة إلى ذلك، أظهرت دراسة أُجريت في عام 2008 أن ما يقرب من 40 ٪ من كلمات الموسيقى الشعبية تحتوي على إشارات جنسية والتي غالبا ما تكون مهينة جنسيا. كانت هذه الكلمات غالبًا ما تكون مصحوبة بذكر سلوكيات الخطر الأخرى، مثل تعاطي المخدرات والعنف.
يستخدم المراهقون (الذين تتراوح أعمارهم بين 13 و 15 عامًا) في الولايات المتحدة وسائل الإعلام الترفيهية باعتبارها المصدر الرئيسي للتعليم فيما يتعلق بالجنس والصحة الجنسية. بالإضافة إلى ذلك، وجدت دراسة أن الأطفال الذين تتراوح أعمارهم بين 15 و 19 عامًا في الولايات المتحدة يستخدمون الوسائط أكثر بكثير من الآباء أو المدارس للحصول على معلومات حول تحديد النسل. لقد وجُدتَ بعض الدراسات أن «عددًا قليلاً جدًا من البرامج التلفزيونية للمراهقين تذكر أيًا من المسؤوليات أو المخاطر (على سبيل المثال، استخدام وسائل منع الحمل والحمل والأمراض المنقولة جنسياً) المرتبطة بالجنس وأن أياً من البرامج التي تحتوي على محتوى جنسي لا تشمل الاحتياطات أو الوقاية أو النتائج السلبية مثل الموضوع الرئيسي».  تلقت البرامج التلفزيونية مثل برامج الحمل في سن ال16 وفوائده العرضية وبرنامج الأم المراهقة، التي بثت لأول مرة على ام تي في في عام 2009، استنكارًا كبيرًا من بعض الآباء لأنهم ظنوا أن البرامج تحفز على حمل المراهقات والأمومة. ومع ذلك، فقد أدى البرنامج إلى انخفاض بنسبة 4.3 في المئة في حمل المراهقات، ومعظمهم نتيجة لزيادة استخدام وسائل منع الحمل. في المقابل، تشير بيانات أخرى إلى أن التعرض لمستويات عالية من المحتوى الجنسي على التلفزيون يجعل المراهقين معرضين لخطر الإصابة بالحمل في السنوات الثلاث التالية، مقارنة بأولئك الذين تعرضوا لمستويات منخفضة.
فيلم فتيات لئيمات، من إخراج مارك ووترز يُلقي الضوء على التربية الجنسية الحكومية في بعض أنحاء الولايات المتحدة. في الفيلم، يقول المدرب الصحي: «في عمرك  سيكون لديك الكثير من الإلحاح. سوف ترغب في خلع ملابسك ولمس بعضكما البعض. ولكن إذا لمست بعضكما البعض، فسوف تحصلون على عدوى الكلاميديا وتموتون». من المفترض أن يكون هذا السيناريو ساخراً، لكنه يوضح العيوب الشائعة في التربية الجنسية في الولايات المتحدة، وهو يصور الأوصاف المبسطة للنشاط الجنسي وتنفيذ الخوف دون أي أساس مشروع.
يعد التعليم الجنسي الشامل هو الموضوع الرئيسي في الفيلم الوثائقي «تعليم شيلبي نوكس» الذي صدر عام 2005 حول لوبوك، تكساس التي لديها واحدة من أعلى معدلات الحمل بين المراهقات والأمراض المنقولة جنسياً في البلاد. «الحل» يمثل  في تعليم منهجًا صارمًا عن الامتناع عن ممارسة الجنس في المدارس العامة وواعظًا محافظًا يحث الأطفال على التعهد بالامتناع عن ممارسة الجنس حتى الزواج.
في عام 2013، تم إصدار «كيف تخسر عذريتك»، وهو فيلم وثائقي شكك في فعالية حركة التعليم الجنسي عن طريق الامتناع عن ممارسة الجنس فقط ولاحظ كيف تستمر الحياة الجنسية في تحديد أخلاق المرأة الشابة وقيمتها الذاتية. يتم فحص معنى وضرورية العذرية كمنشأة اجتماعية من خلال السرد والمقابلات مع خبراء الحياة الجنسية البارزين، مثل الجراح السابق الدكتور جوسلين إلدرز، والمؤلفة والمحررة هيذر كورينا، والمؤرخة هانيس بلانك، والمؤرخة جيسيكا فالنتي، وداعية شامل للتربية الجنسية شيلبي نوكس.
ليس فقط الأفلام تصور التربية الجنسية، ولكن أيضا وسائل الإعلام الاجتماعية. تستخدم المنصات مثل يوتيوب وفيسبوك وفاين وغيرها كأداة لرفع روايات المجتمعات المهمشة مثل الأشخاص غير البيض والمثليين على أمل «تقوية العدالة في مجال الصحة الجنسية للجميع».
نتيجة للكمية الضخمة من المحتوى الجنسي في وسائل الإعلام، ظهر تعليم محو الأمية الإعلامية. تم إنشاؤه لمعالجة تأثير الرسائل الإعلامية غير الصحية على القرارات الصحية الخطرة، مثل نية استخدام المواد، ومشاكل صورة الجسم، واضطرابات الأكل. حللت إحدى الدراسات فعالية برنامج تعليم محو الأمية بوسائل الإعلام الذي يديره المُعلم، والذي يطلق عليه «علم الصحة الجنسية»، والذي يوفر للطُلاب معلومات صحية دقيقة ويعلمهم كيفية تطبيق هذه المعلومات على التحليل النقدي لرسائل الوسائط. نتج عن هذا التعليم الجنسي الشامل نوايا متزايدة للتحدث إلى أحد الوالدين والشريك والمهني الطبي قبل ممارسة النشاط الجنسي ، ونوايا استخدام الواقي الذكري.
نظرًا لوجود فجوات في المعرفة في معظم مناهج التربية الجنسية للشباب، تم إنشاء موارد مجانية على الإنترنت مثل جنس وغيره، سكارلتين دوت كوم وتينسورس دوت أو ار جي لتعزيز التثقيف الجنسي الشامل والشامل والخالي من العار للمراهقين.